# Xã Monroe, Quận Butler, Iowa
Xã Monroe (tiếng Anh: Monroe Township) là một xã thuộc quận Butler, tiểu bang Iowa, Hoa Kỳ. Năm 2010, dân số của xã này là 1.702 người.